# Gustav Spangenberg

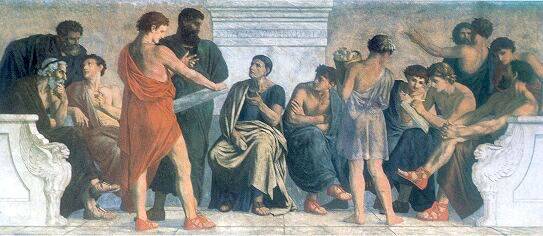
Peripatetiska skolan, målad av Gustav Spangenberg.

Gustav Adolf Spangenberg, född den 1 februari 1828 i Hamburg, död den 19 november 1891, var en tysk målare, son till Georg August Spangenberg, bror till Louis Spangenberg.
Spangenberg studerade i Hamburg för Hermann Kauffmann, därefter vid konstindustriella skolan i Hanau, sedan i Antwerpen och Paris och slog sig efter en vinter i Italien ned i Berlin 1858. Han målade till en början små genrebilder, från vilka han öfvergick till större historiska ämnen, mestadels från reformationstiden och gärna hållna i ett framställningssätt, som ansluter sig till gamla tyska mästare. 
Bland hans målningar märks Luther i sin familjekrets (1866, Leipzigs museum), Luthers intåg i Worms, berömd för kraftfull figurkarakteristik, Dödens tåg (en variant av de gamla dödsdansframställningarna, 1876, Berlins nationalgalleri), allegorierna Vid skiljovägen (1878) och Irrblosset (1879), Kvinnorna vid Kristi grav (1880) och Valpurgisnatt (Kunsthalle i Hamburg). Han utförde som väggbilder De fyra fakulteterna i universitetet i Halle, där han 1888 blev filosofie hedersdoktor.